# Tersefanou
Tersefanou (griechisch Τερσεφάνου) ist eine Gemeinde im Bezirk Larnaka in Zypern. Bei der letzten amtlichen Volkszählung im Jahr 2021 hatte sie 1760 Einwohner.

## Lage

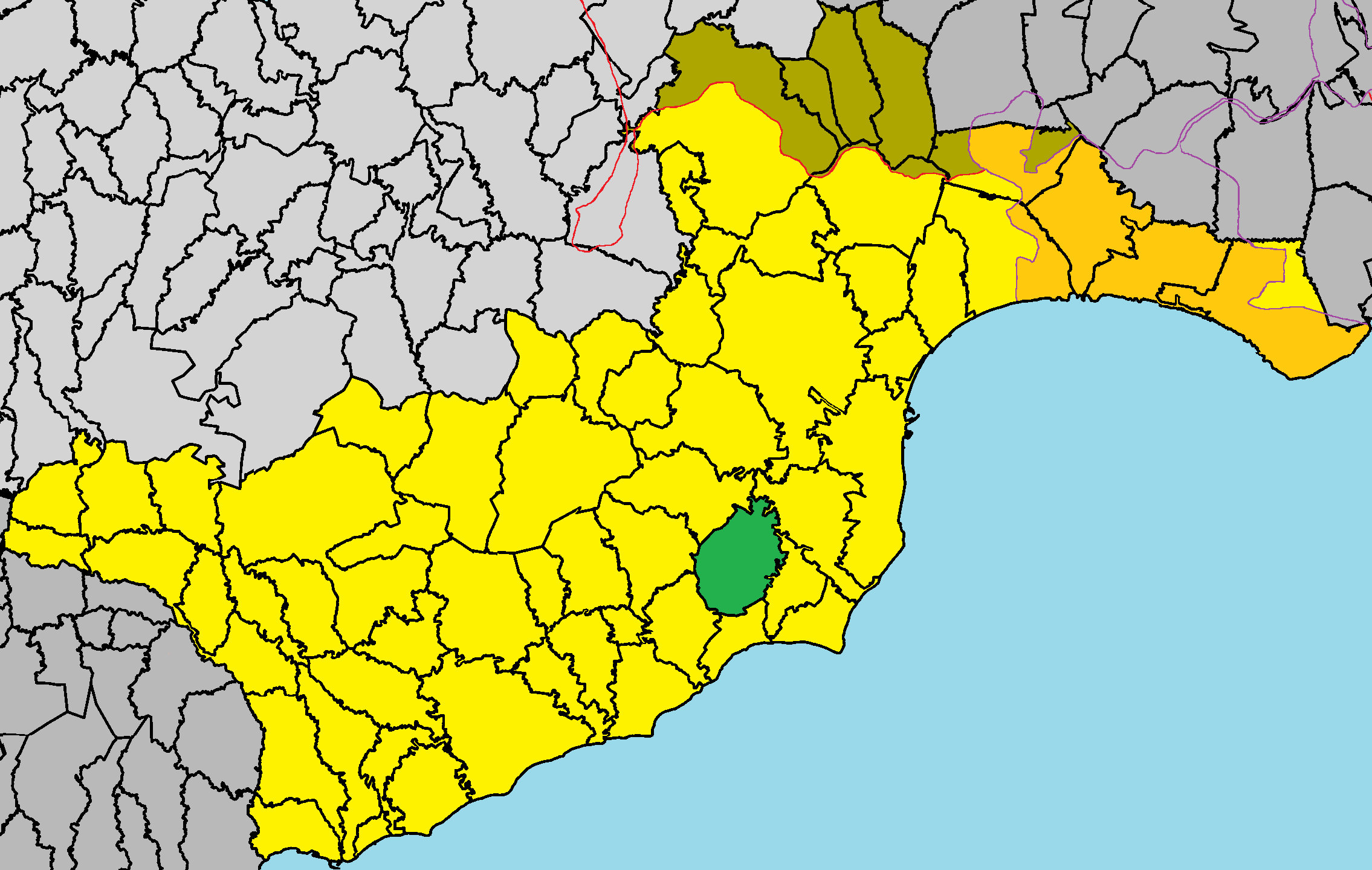
Lage der Gemeinde im Bezirk Larnaka

Tersefanou liegt im Süden der Insel Zypern auf circa 50 Metern Höhe, etwa 38 km südöstlich der Hauptstadt Nikosia, 8 km südwestlich von Larnaka und 46 km nordöstlich von Limassol.
Der Ort befindet sich knapp 4 km vom Mittelmeer im Küstenhinterland. Im Osten des Gemeindegebiets befindet sich ein kleiner Stausee, das Kiti Reservoir, welches von dem im Osten verlaufenden Fluss Tremithos durchlaufen wird. Der Flughafen Larnaka, wichtigster Flughafen der Insel, liegt etwa 5 km östlich.
Orte in der Umgebung sind Klavdia im Norden, Dromolaxia und Meneou im Osten, Kiti im Südosten, Softades im Süden sowie Kivisili und Alethriko im Westen.